# Henryk Wars
Henryk Wars, właściwie Henryk Warszawski (lub Warszowski), pseudonim „Fraska”, „Henry Vars” (ur. 29 grudnia 1902 w Warszawie, zm. 1 września 1977 w Los Angeles) – polski kompozytor żydowskiego pochodzenia. Autor muzyki rozrywkowej, filmowej i symfonicznej, aranżer, pionier jazzu w Polsce, pianista oraz dyrygent.

## Życiorys
Pochodził z muzykalnej rodziny: jedna siostra była śpiewaczką La Scali, druga – pianistką.
Między ósmym a dwunastym rokiem życia mieszkał z rodzicami we Francji, gdzie uczył się w szkole Art Nouveau. Po powrocie do Polski w 1914 przed wybuchem I wojny, na przełomie lat 20. i 30 mieszkał w kamienicy przy ul. Waliców 14. Uczęszczał do Gimnazjum Ziemi Mazowieckiej gdzie w 1920 uzyskał maturę. Następnie zgłosił się ochotniczo do Wojska Polskiego i brał udział w wojnie polsko-bolszewickiej. W 1921 po wyjściu z armii rozpoczął studia prawnicze w Uniwersytecie Warszawskim. Jednocześnie podjął studia malarskie w Akademii Sztuk Pięknych, jednak po prywatnym przesłuchaniu otrzymał stypendium od Emila Młynarskiego i przeniósł się do Konserwatorium Warszawskiego. Studia odbył pod kierunkiem Henryka Melcera w klasie fortepianu, Romana Statkowskiego w klasie kompozycji oraz Emila Młynarskiego w klasie dyrygentury. Dyplom otrzymał w 1925. Będąc studentem grał na fortepianie w kabaretach, m.in. w Nowym Perskim Oku, dyrygował też orkiestrą w Morskim Oku. Pierwsza napisana piosenka (1926) – New York Times, nie zyskała zbyt dużej popularności.
Od 1927 działał zawodowo jako kompozytor i dyrygent. Jego pierwszym przebojem było Zatańczmy tango (1929), dużą popularnością cieszył się grany razem z Leonem Boruńskim program Jazz na dwa fortepiany (1929/30). Był założycielem tria wokalnego Jazz Singers, w składzie: Eugeniusz Bodo, Tadeusz Olsza, Witold Roland. Współpracował z wytwórnią płyt gramofonowych Syrena Rekord. Od ok.1928 był dyrektorem muzycznym wytwórni Syrena Elektro, (funkcję tę pełnił do połowy lat trzydziestych, później jego miejsce zajął Iwo Wesby). Tworzył kompozycje do łącznie 53 filmów, m.in. Szpieg w masce, Manewry miłosne, do pierwszego polskiego filmu dźwiękowego – Na Sybir (1930). Tak powstało wiele przebojów. Prowadził zespół Weseli Chłopcy. Pisał piosenki dla takich gwiazd, jak np. Hanka Ordonówna, Eugeniusz Bodo, Adolf Dymsza, Zula Pogorzelska i wielu innych.
Od 1939 brał udział w wojnie, dostał się do niewoli niemieckiej, skąd uciekł, a w 1940 dotarł do Lwowa, gdzie założył polski big-band. W czasie okupacji radzieckiej Kresów Wschodnich utworzył afiliowany przy Filharmonii Lwowskiej zespół „Tea-Jazz”, z którym w lecie 1940 odbył tournée do Odessy, Woroneża, Kijowa i Leningradu. W okresie tym skomponował również muzykę do filmu Michaiła Romma pt. Marzenie (1941). Wraz z armią generała Andersa przewędrował Iran, Bliski Wschód i Włochy.

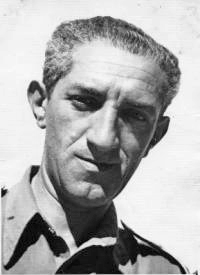
Henryk Wars w 1944

Po demobilizacji osiadł w Los Angeles w USA. Tam, po początkowo niepomyślnym okresie, w 1954 roku rozpoczął współpracę z producentami filmowymi w Hollywood. W 1963 napisał muzykę do filmu Flipper, w Polsce wyświetlanego pod tytułem Mój przyjaciel delfin. Jego piosenki śpiewali m.in. Bing Crosby czy Doris Day. Został pochowany na Hillside Memorial Park w Los Angeles.
Po wojnie Wars komponował także utwory symfoniczne: jednoczęściowy koncert fortepianowy, symfonię, albo „Szkice miejskie”. Zostały one odkryte dopiero w latach 90. XX wieku. W 2017 nakładem Polskiego Radia i Narodowego Centrum Kultury ukazała się płyta zbierająca te utwory w wykonaniu Polskiej Orkiestry Radiowej oraz pianisty, Piotra Orzechowskiego.

## Piosenki
- A mnie w to graj (słowa Jerzy Jurandot, z filmu Bolek i Lolek, wykonawca Adolf Dymsza)
- A u mnie siup, a u mnie cyk (tekst: Emanuel Szlechter, wykonawca: Adolf Dymsza)
- Ach, jak przyjemnie (tekst: Ludwik Starski, film: Zapomniana melodia, 1938, wykonawcy: Adam Aston, Eugeniusz Bodo, a także Irena Santor)
- Ach, śpij kochanie (tekst: Ludwik Starski, film: Paweł i Gaweł, 1938, wykonawcy: Eugeniusz Bodo i Adolf Dymsza)
- Ach, zostań (słowa Emanuel Szlechter i Ludwik Starski, tango z filmu Robert i Bertrand)
- Będzie lepiej (tekst: Emanuel Szlechter, film: Będzie lepiej, 1936)
- Co ja zrobię, że mnie się podobasz? (tekst: Jerzy Jurandot, film Papa się żeni, 1936, wykonawcy Zbigniew Rakowiecki i Lidia Wysocka)
- Co z tobą Florek, gdzie twój humorek? (słowa Jerzy Jurandot, film Niedorajda, 1937, wykonawca Adolf Dymsza)
- Coś zrobiła z sercem mym (tekst: Emanuel Szlechter, film: Będzie lepiej, 1936, wykonawca: Zbigniew Rakowiecki)
- Dla ciebie chcę być biała (tekst: Emanuel Szlechter, Konrad Tom, film: „Czarna Perła”, 1934, wykonawcy: Reri i Eugeniusz Bodo)
- Dobranoc, oczka zmruż (także jako Kołysanka Tońka, tekst: Emanuel Szlechter, film: Włóczęgi, 1939, wykonawcy: Szczepko i Tońko)
- Ewelina (tekst: Jerzy Jurandot, film Papa się żeni, 1936, wykonawczyni: Mira Zimińska-Sygietyńska)
- Jak pani się ten pan podoba (tekst: Andrzej Włast, wykonawczyni: Krystyna Paczewska)
- Jak trudno jest zapomnieć (słowa Jerzy Jurandot, romans cygański z filmu „Manewry miłosne” z 1935)
- Jak za dawnych lat (tekst: Andrzej Włast albo Jerzy Jurandot, wykonawca: Stefan Witas)
- Już nie mogę dłużej kryć (tekst: Jerzy Jurandot, film: Pani minister tańczy, 1937, wykonawcy: Tola Mankiewiczówna i Aleksander Żabczyński)
- Już nie zapomnisz mnie (słowa Ludwik Starski, film: Zapomniana melodia, 1938, wykonawca: Aleksander Żabczyński; także w repertuarze Anny Dereszowskiej)[11]
- Już taki jestem zimny drań (tekst: Jerzy Nel i Ludwik Starski, film: Pieśniarz Warszawy, 1934, wykonawca: Eugeniusz Bodo)
- Kocha, lubi, szanuje (tekst: Konrad Tom, Emanuel Szlechter, film: Kocha, lubi, szanuje, wykonawcy: Mieczysław Fogg, także Irena Santor)
- Kocham (tekst: J. Roland, film: Bezimienni bohaterowie, 1931)
- Lim-pam-pom (słowa Jerzy Jurandot, z filmu Kłamstwo Krystyny 1939, wykonawca Loda Halama)
- Maleńka Jenny (tekst: J. Roland, film:: Głos pustyni, 1932, wykonawca: Mieczysław Fogg)
- Miłość ci wszystko wybaczy (tekst: Julian Tuwim, film: Szpieg w masce, 1933, wykonawczyni: Hanka Ordonówna)
- My dwaj, obacwaj (tekst: Emanuel Szlechter, film: Będzie lepiej, 1936, wykonawcy: Szczepko i Tońko)
- Na cześć młodości (tekst: Ludwik Starski, film: Sportowiec mimo woli, 1939)
- Na pierwszy znak (tekst: Julian Tuwim, film: Szpieg w masce, 1933, wykonawczyni: Hanka Ordonówna)
- New York Times (z 1928, wykonawcy: Tadeusz Olsza i Eugeniusz Koszutski)
- Nic o Tobie nie wiem (tekst: Konrad Tom i Emanuel Szlechter, film: Włóczęgi, 1939, wykonawcy: Andrzej Bogucki i Zbigniew Rakowiecki)
- Nic takiego (tekst: Marian Hemar, film: ABC miłości, 1935, wykonawcy: Kazimierz Krukowski i Adolf Dymsza)
- O, Key (tekst: Konrad Tom i Emanuel Szlechter, film: Czy Lucyna to dziewczyna?, 1934, wykonawcy: Eugeniusz Bodo i Jadwiga Smosarska)
- On nie powróci już (słowa Andrzej Włast, wyk. Chór Dana, także Monika Ambroziak i Anna Dereszowska)
- Panie Janie (w stylu jazzowym) (tekst: Ludwik Starski, film: Zapomniana melodia, 1938)
- Piosenka o zagubionym sercu (tekst: Artur Maria Swinarski, film: Pan minister i dessous, wykonawczyni: Hanka Ordonówna)
- Płomienne serca (tekst: Marian Hemar, film: Na Sybir, 1930, wykonawca: Tadeusz Faliszewski)
- Reformy pani minister (tekst: Jerzy Jurandot, film: Pani minister tańczy, 1937, wykonawczyni: Tola Mankiewiczówna)
- Serce Batiara (tekst: Emanuel Szlechter, film: Serce Batiara, 1939)
- Sexapil (tekst: Emanuel Szlechter, film: Piętro wyżej, 1937, wykonawca: Eugeniusz Bodo)
- Szczęście raz się uśmiecha (tekst: Julian Tuwim, film: Pan minister i dessous, wykonawczyni: Hanka Ordonówna)
- Tak cudnie mi (tekst: Jerzy Jurandot, film: Pani minister tańczy, 1937, wykonawcy: Tola Mankiewiczówna i Aleksander Żabczyński)
- Tyle miłości (tekst: Konrad Tom, film: Jego ekscelencja subiekt, 1933, wykonawca: Eugeniusz Bodo)
- Tylko Ty (tekst: Aleksander Jellyn)[12]
- Lwów jest jeden na świecie, popularnie nazywana „Tylko we Lwowie” (tekst: Emanuel Szlechter, film: Włóczęgi, 1939, wykonawcy: Kazimierz Wajda (Szczepcio) i Henryk Vogelfänger (Tońko)
- Tylko z Tobą i dla Ciebie (tekst: Ludwik Starski i Jerzy Nel, film: Pieśniarz Warszawy, 1934, wykonawca: Eugeniusz Bodo)
- Umówiłem się z nią na dziewiątą (tekst: Emanuel Szlechter, film: Piętro wyżej, 1937, wykonawca: Eugeniusz Bodo)
- W hawajską noc (tekst: Konrad Tom i Emanuel Szlechter, film: Czarna perła, wykonawcy: Eugeniusz Bodo, także Irena Santor)
- Zakochany złodziej (tekst: Emanuel Szlechter i Ludwik Starski)
- Zapomnisz o mnie (tekst: Andrzej Włast, wykonawca: Tadeusz Faliszewski)
- Zatańczmy tango (tekst: Andrzej Włast)
- Złociste włoski (tekst: Konrad Tom, film: Jego ekscelencja subiekt, 1933, wykonawca: Eugeniusz Bodo)
- Zrób to tak (tekst: Ludwik Starski i Jerzy Nel, film: Pieśniarz Warszawy, wykonawca: Eugeniusz Bodo)